# Гнатівка (Хмільницький район)
Гна́тівка — село в Україні, в Уланівській сільській громаді Хмільницького району Вінницької області. До 2020 орган місцевого самоврядування — Сальницька сільська рада. Населення становить 355 осіб.

## Географія
На північно-західній околиці села бере початок річка Безіменна.

### Історія села
Село розташоване за 33 км від міста Хмільника. Відоме з кінця XVII ст. Раніше носило назву «Мазепинці». Існує легенда, що козакам зі свити гетьмана Івана Мазепи, які проїжджали цією дорогою довелося в лісі залишити дуже хворого свого побратима. Закладений ним хутір називався Мазепин. З приєднанням Поділля до Російської імперії, вже село Мазепинці, було даровене Катериною ІІ графу Іраклію Івановичу Маркову. На південному заході села є курган з назвою Бурсацька чи Борсуцький.
Назва села походить від прізвища власника «Игнатьева» — Ігнатьєва, який придбав його у родини графа Іраклія Івановича Моркова (Маркова). В ХХ ст. село ще змінило назву на Гнатівку.

### Адміністративний поділ
За адмін.поділом 16 ст. Летичівський повіт 16 ст.
За адмін.поділом 19 ст. Літинський повіт 19 ст.
За адмін.поділом 20 ст. Хмільницький район

### Церква Покрови
Храм засновано: 1832 р.
Коментар : Церква Покрови збудована на цвинтарі у 1832 р. з матеріалу старої церкви із с.Мазепинці. У 1901 р. була ветха, збирали кошти на нову церкву [ПЦ, с. 657] Церква є [КВн]. [Архівовано 17 жовтня 2018 у Wayback Machine.]

## Видатні уродженці
- Борковська Тетяна Олександрівна — співачка, Заслужена артистка України.